# Kościół Chrześcijański Brunstad
Kościół Chrześcijański Brunstad (ang. Brunstad Christian Church) – bezdenominacyjny ewangeliczny kościół chrześcijański o charakterze zielonoświątkowym, założony w Norwegii na początku XX wieku. 
Obecny jest w 65 krajach, posiada ponad 220 zborów. Norweski badacz Knut Lundby oszacował, że w 1990 roku liczył 25 do 30 tysięcy wiernych. Wierni kościoła często nazywani są „Przyjaciółmi Smitha” od założyciela kościoła Johana O. Smitha (1871–1943), który pierwotnie był metodystą.
W Niemczech kościół jest zarejestrowany pod nazwą Die Christliche Gemeinde (DCG), ale tradycyjnie zwany także „Norwegowcy”. W Holandii zbór zarejestrowany jest pod nazwą Christelijke Gemeente Nederland (CGN), ale wśród ludzi najbardziej znany jest pod nazwą „Bracia norwescy” albo „Norweskie braterstwo”.

## Historia
Działalność kościoła rozpoczęła się w miejscowości Horten, na zachodnim wybrzeżu fiordu Oslo, która w tym czasie, była główną kwaterą Marynarki Norweskiej. Wielu z pierwszych wyznawców nauki Johana O.Smitha było marynarzami. Szczególnie podczas I wojny światowej wielu patrolowało strefy neutralne wzdłuż wybrzeża norweskiego i przez to miało możliwość rozmawiać o swojej wierze z ludźmi, z którymi mieli kontakt na lądzie. W ten sposób nauka Smitha została rozpowszechniona w takich miejscowościach jak Brevik, Kristiansand, Stavanger, Stord, Bergen, Måløy i Molde.
W latach 30. kościół odnotował znaczny wzrost w miejscach, gdzie ewangelizowali pastorzy Elihu Pedersen, Aksel J. Smith i wielu innych. W tamtym czasie powstały zbory między innymi w Hallingdal i Valdres. Dzisiaj kościół w Norwegii istnieje w około 20 miejscach rozprzestrzenionych po całym kraju.
Już w latach 30. rozprzestrzenił się do Danii i Szwecji, a w latach 50. i później, do większości krajów w Europie. Od połowy lat 60. rozpoczął działalność w Kanadzie i Stanach Zjednoczonych, gdzie obecnie znajdują się dwa duże ośrodki konferencyjne, a działalność sięga wielu stanów. W latach 70. dotarł do Południowej Ameryki i znajduje się w Argentynie, Brazylii, Chile, Paragwaju, Peru, oraz w Meksyku i Arubie. W Australii już od lat 70. istnieją trzy zbory, a w ostatnich latach jeden zbór funkcjonuje w Nowej Zelandii.
W Indiach kościół pojawił się w latach 70., a na początku lat 80. w Singapurze i Hongkongu. Oprócz tego istnieją również zbory w Sri Lance, Indonezji i Dubaju.
Na kontynencie afrykańskim od lat 80. wiele zborów zostało założonych m.in. w Południowej Afryce, Egipcie, Kenii, Kamerunie, Ugandzie, Zimbabwe, Etiopii i Erytrei.
Już w latach 70. współpracował z ugrupowaniami podziemnymi kościoła we wielu krajach Europy Wschodniej, lecz panująca tam wówczas sytuacja utrudniała podróże misyjne. Po upadku komunizmu praca misyjna przybrała na sile w wielu krajach tego rejonu Europy.
Obecnie prowadzi działalność w ponad 65 krajach, na wszystkich kontynentach. Na koniec 2017 roku w Norwegii osiągnął liczbę wiernych 8417, co czyni go drugą wspólnotą zielonoświątkową w kraju.